# Harry Potter: Mistrzostwa świata w quidditchu
Harry Potter: Mistrzostwa świata w quidditchu (ang. Harry Potter: Quidditch World Cup) – gra komputerowa z 2003 roku, polegająca na grze w quidditcha. Dostępne mecze rozgrywane są w Hogwarcie lub na arenie międzynarodowej. Można wcielić się w reprezentanta jednego z czterech hogwarckich domów (Gryffindoru, Hufflepuffu, Ravenclawu lub Slytherinu) lub reprezentanta drużyny na mistrzostwach świata: Hiszpanii, Stanów Zjednoczonych, Bułgarii, Anglii, Japonii, Francji, Niemiec, Australii czy państw skandynawskich.
Gra została wydana na platformach Microsoft Windows, Game Boy Advance, PlayStation 2, Xbox oraz GameCube.